# Adolf Graef
Adolf Graef (22 de abril de 1916 - ) foi um comandante de U-Boot que serviu na Kriegsmarine durante a Segunda Guerra Mundial.

## Carreira militar
Adolf Graef iniciou a sua carreira militar no ano de 1936. Anos mais tarde, já na Segunda Guerra Mundial, Graef assumiu o comando do U-664 no dia 17 de junho de 1942, tendo realizado com este 5 patrulhas de guerra, permanecendo um total de 167 dias ao mar e afundou três embarcações aliadas totalizando 19 325 toneladas.

### Primeira patrulha
O comandante Adolf Graef saiu em sua primeira patrulha de guerra no dia 20 de outubro de 1942 da base naval de Kiel.
Já nesta sua primeira patrulha de guerra, o submarino de Graef foi atacado com cargas de profundidade lançadas por uma aeronave norte-americana Catalina (84 Esquadrão, piloto R. C. Child) fazendo com que tivesse de abortar devido aos estragos causados. Em seguida prosseguiu com a sua patrulha, retornando para casa no dia 10 de novembro de 1942 após ter permanecido três semanas em alto mar.

### Segunda patrulha
Permaneceu por quase um mês na base de Brest, saindo para a sua segunda patrulha de guerra no dia 5 de dezembro de 1942.
No dia 16 de dezembro de 1942 afundou o navio mercante de bandeira belga Emile Francqui (5 859 t) que fazia parte do comboio ON-153. O ataque ocorreu às 20:13 horas onde o navio Emile Francqui comandado por Master F. Paret foi torpedeado. A tripulação abordo do navio era composta por 70 tripulantes, 11 passageiros e 6 operadores de canhão, totalizando 87 pessoas. Neste ataque morreram 46 tripulantes, tendo os demais 41 sobrevivido.
Adolf Graef terminou a sua patrulha no dia 13 de janeiro de 1943, entrando no porto de La Pallice, França.

### Terceira patrulha
A sua terceira patrulha de guerra iniciou o dia 14 de fevereiro de 1943, saindo do porto de La Pallice.
No dia 21 de fevereiro de 1943, Adolf Graef afundou o navio mercante norte-americano Rosario (4 659 t) estando abordo deste 63 tripulantes, dos quais 33 morreram e 30 sobreviveram. O navio tanque panamenho HH Rogers (8 807 t) também foi torpedeado e afundou, tendo conseguido todos os seus 70 tripulantes escapar com vida. Ambos navios eram parte do comboio ONS-167.
Graef retornou de sua patrulha no dia 28 de março de 1943, entrando no porto de Lorient após ter permanecido 43 dias ao mar.

### Quarta patrulha
A saída de sua quarta patrulha de guerra se deu no dia 29 de abril de 1943. Dias mais tarde, em 2 de maio de 1943, o U-664 foi atacado por aeronaves do 10º Esquadrão da RAAF às 2:33. A defesa do submarino se deu por disparos de Flak, não conseguindo destruir nenhuma aeronave nesta ocasião.
Cientes de sua posição, foram realizados patrulhas de reconhecimento por parte das aeronaves, conseguindo localizá-lo horas mais tarde, tendo uma aeronave iniciando um novo ataque às 8:00 horas, não causando nenhum dano ao submarino.
Adolf Graef entrou para a base de Brest no dia 9 de junho de 1943, após ter permanecido 42 dias em alto mar.

### Quinta patrulha
Iniciou a sua quinta patrulha de guerra no dia 21 de julho de 1943.
No dia 9 de agosto de 1943, foi avistado o navio de guerra norte-americano USS Card que não percebeu a aproximação do submarino. Na direção deste foram disparados três torpedos que não atingiram o seu alvo. Em seguida o U-664 foi localizado e afundado por cargas de profundidade lançadas por duas aeronaves Avenger do USS Card sendo afundado no Atlântico Norte em posição 40.12N 37.29W.
Dos 51 tripulantes do U-664, sete morreram e os demais 44 sobreviveram, sendo feitos prisioneiros de guerra.

### Patentes
| Offiziersanwärter | 3 de abril de 1936     |
| Seekadett         | 10 de setembro de 1936 |
| Kapitänleutnant   | 1 de outubro de 1943   |

### Patrulhas
|       | U-Boot | Partida                 | Partida    | Chegada                | Chegada    | Dias     | Toneladas |
| ----- | ------ | ----------------------- | ---------- | ---------------------- | ---------- | -------- | --------- |
| 1     | U-664  | 20 de outubro de 1942   | Kiel       | 10 de novembro de 1942 | Brest      | 22 dias  |           |
| 2     | U-664  | 5 de dezembro de 1942   | Brest      | 13 de janeiro de 1943  | La Pallice | 40 dias  | 5859      |
| 3     | U-664  | 14 de fevereiro de 1943 | La Pallice | 28 de março de 1943    | Lorient    | 43 dias  | 13466     |
| 4     | U-664  | 29 de abril de 1943     | Lorient    | 9 de junho de 1943     | Brest      | 42 dias  |           |
| 5     | U-664  | 21 de julho de 1943     | Brest      | 9 de agosto de 1943    | Afundado   | 20 dias  |           |
| Total | Total  | Total                   | Total      | Total                  | Total      | 167 dias | 19 325 t  |

### Sucessos
- 3 embarcações afundadas totalizando 19 325 t

| Data                    | U-Boot | Nome da Embarcação | Toneladas | Nacionalidade   | Comboio |
| ----------------------- | ------ | ------------------ | --------- | --------------- | ------- |
| 16 de dezembro de 1942  | U-664  | Emile Francqui     | 5,859     | belga           | ON-153  |
| 21 de fevereiro de 1943 | U-664  | H.H. Rogers        | 8,807     | panamenho       | ONS-167 |
| 21 de fevereiro de 1943 | U-664  | Rosario            | 4,659     | norte-americano | ONS-167 |
| Total                   | Total  | Total              | 19 325 t  |                 |         |